# Saas im Prättigau
Saas im Prättigau (Reto-Romaans: Sausch of Säusch; Walserduits: Sas) is een plaats in het Zwitserse kanton Graubünden. Het dorp ligt in het Prattigäu en maakt deel uit van de gemeente Klosters. Tot eind 2015 was het een zelfstandige gemeente, die toen 729 inwoners telde. 
Het dorp heeft een station aan de lijn tussen Landquart en Klosters (Rhätische Bahn).